# Cafu
Marcos Evangelista de Morais (Itaquaquecetuba, 7 de junho de 1970), mais conhecido como Cafu, é um ex-futebolista brasileiro que atuava com lateral-direito. Considerado por muitos como um dos maiores da sua posição na história do futebol, é o recordista de jogos pela Seleção Brasileira Masculina, com 142 partidas. Fez parte das equipes vencedoras das Copas do Mundo de 1994 e 2002, além de ter disputado os Mundiais de 1998 e 2006. Em 2004, foi apontado em uma lista feita por Pelé como um dos 125 maiores jogadores vivos.
Com uma carreira bastante vitoriosa, Cafu é um dos três jogadores na história do futebol a conquistar a Copa do Mundo, Copa América, Libertadores, Liga dos Campeões da UEFA e Mundial de Clubes; os outros dois foram, Julián Álvarez e Dida.

## Carreira

### Início
Antes de começar a carreira em times grandes, Cafu passou pelas categorias de base do Nacional-SP e da Portuguesa.

### São Paulo
Começou jogando pelo São Paulo, em 1989, depois de passar por nove "peneiras" sem sucesso. Ao contrário que muitos pensam, Cafu surgiu no Soberano atuando como atacante, quase um ponta-direita. Vestindo a camisa 11 tricolor, fez uma partida irretocável na primeira final do Campeonato Paulista de 1992 contra o rival Palmeiras, marcando um gol e dando três assistências na vitória por 4–2. Uma semana depois, o São Paulo sagrou-se campeão mundial derrotando o estelar Barcelona comandado por Johan Cruijff.
No ano de 1994, foi eleito o melhor jogador da América pelo jornal uruguaio El País.

### Zaragoza
Em 1995 foi contratado pelo Zaragoza, da Espanha, e conquistou a Recopa Europeia naquele ano.

### Juventude
Em maio de 1995, Cafu teve uma pequena passagem pelo Juventude, à época patrocinado pela Parmalat. A empresa o havia comprado do Zaragoza e desejava colocá-lo na principal equipe que patrocinava no Brasil, o Palmeiras. No entanto, para livrar-se de provável multa de cerca de US$ 3,6 milhões do São Paulo (que estipulara cláusula que impedia o jogador de atuar por outra equipe grande paulista assim que voltasse ao Brasil), a marca italiana o deixou por um mês no time de Caxias do Sul, onde realizou dois jogos. No entanto, o time do Morumbi acionou a Federação Internacional de Futebol (FIFA), mas não ficou com o valor integral da multa, recebendo US$ 1 milhão pela quebra do contrato.

### Palmeiras
Cafu retornou ao Brasil em junho de 1995, mais precisamente ao time do Palmeiras. Jogou na equipe alviverde entre 1995 e 1997, quando se transferiu para a Roma em 1997. Participou da campanha do título paulista de 1996, quando o Verdão alcançou a marca de 102 gols na competição, fazendo parte de um dos grandes elencos da história do clube.

### Roma
Em julho de 1997, assinou contrato com a Roma. Pelo time giallorosso, o jogador foi um dos principais nomes — ao lado de Francesco Totti, Gabriel Batistuta e Damiano Tommasi — da conquista do scudetto na temporada 2000–01. Cafu ganhou o apelido de Il Pendolino ('o trem expresso'). No total, o lateral brasileiro atuou em 219 partidas e marcou oito gols.

### Milan

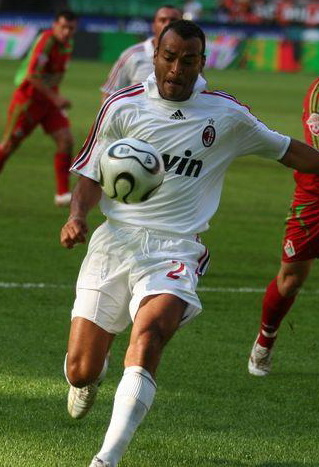
Cafu atuando pelo Milan em 2007

Contratado pelo Milan em junho de 2003, depois de recusar uma proposta do Yokohama F. Marinos, do Japão, Cafu teve boas temporadas desde sua chegada, tendo presença importante na conquista do Campeonato Italiano na temporada 2003–04 e na Liga dos Campeões da UEFA da temporada 2006–07. Despediu-se do clube rossonero em 2008, realizando sua última partida como profissional contra a Udinese, marcando ainda o último gol da vitória por 4–1.

## Seleção Nacional

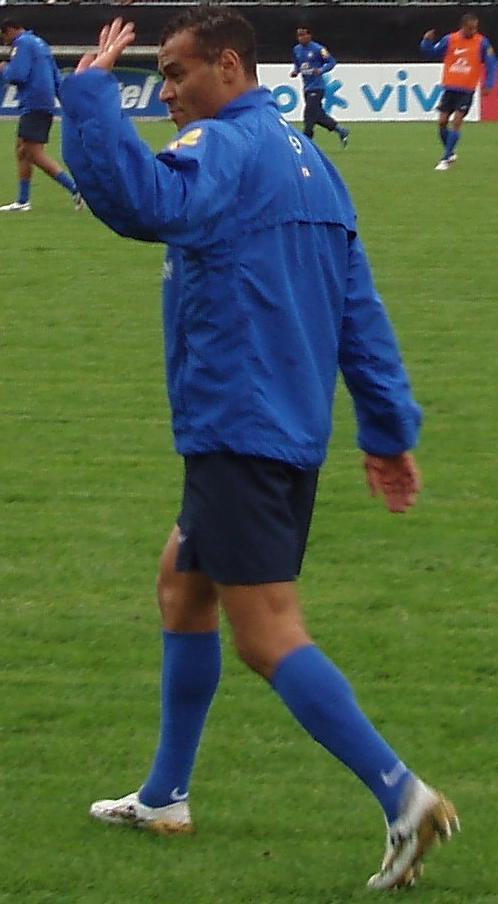
Cafu em treino pelo Brasil durante a Copa do Mundo de 2006

Cafu foi convocado algumas vezes para atuar pela Seleção Brasileira no começo dos anos 1990, sendo convocado para a Copa do Mundo de 1994. Depois da contusão de Jorginho na final contra a Itália, o jogador apareceu como seu substituto no 22º minuto, formando parte da defesa brasileira no que se tornou um final feliz. O Brasil ganhou por 3–2 nos pênaltis após a partida e a prorrogação terminarem sem gols.
Depois disso, Cafu se tornou um titular absoluto no time brasileiro, ganhando a Copa América em 1997 e 1999, e levando o país à final da Copa do Mundo de 1998, que perderam para a França. Depois de uma penosa eliminatória, Cafu foi o capitão do Brasil na Copa do Mundo de 2002 depois de uma contusão do então capitão Emerson, e ajudou o time a ganhar de 2–0 da Alemanha na final. Ao levantar o troféu da Copa, Cafu imortalizou o amor a sua esposa, dizendo: "Regina, eu te amo!". Na camisa o capitão da seleção de 2002 escreveu a frase "100% Jardim Irene" lembrando de sua origem humilde num bairro periférico da zona sul de São Paulo.
Apesar de ter sido poupado de jogar a Copa América de 2004, Cafu disputou a sua 4ª Copa do Mundo em 2006, aos 36 anos de idade, na condição de capitão do time.
Cafu é o jogador que mais vezes vestiu a camisa da Seleção Brasileira com 142 jogos, além de ser o único jogador na história do futebol a ter jogado três finais de Copa do Mundo da FIFA. Essas participações de Cafu em decisões ocorreram consecutivamente (1994, 1998 e 2002), feito que certamente será muito difícil de ser superado. É o jogador brasileiro com mais partidas disputadas em Copa do Mundo: entrou em campo 20 vezes. Ele também é recordista mundial em número de vitórias em Copas, totalizando 16 vitórias.

## Vida pessoal
Cafu é filho de Célio de Morais, um empresário e treinador de futebol amador brasileiro, que morreu em 2008, aos 56 anos. O jogador foi casado com Regina Feliciano, anunciando a separação em outubro de 2022, após 35 anos de casamento. Com ela teve três filhos: Danilo (falecido em 2019), Wellington e Michele.
Em 2022, o ex-jogador submeteu-se a exame de ancestralidade onde descobriu possuir 60% de ancestralidade africana (Costa da Mina (40%), região que compreende Gana, Togo, Benim e Nigéria), 36% de ancestralidade europeia, 5% de ancestralidade americana, 3% Oriente Médio e 2% asiática.

## Pós-aposentadoria

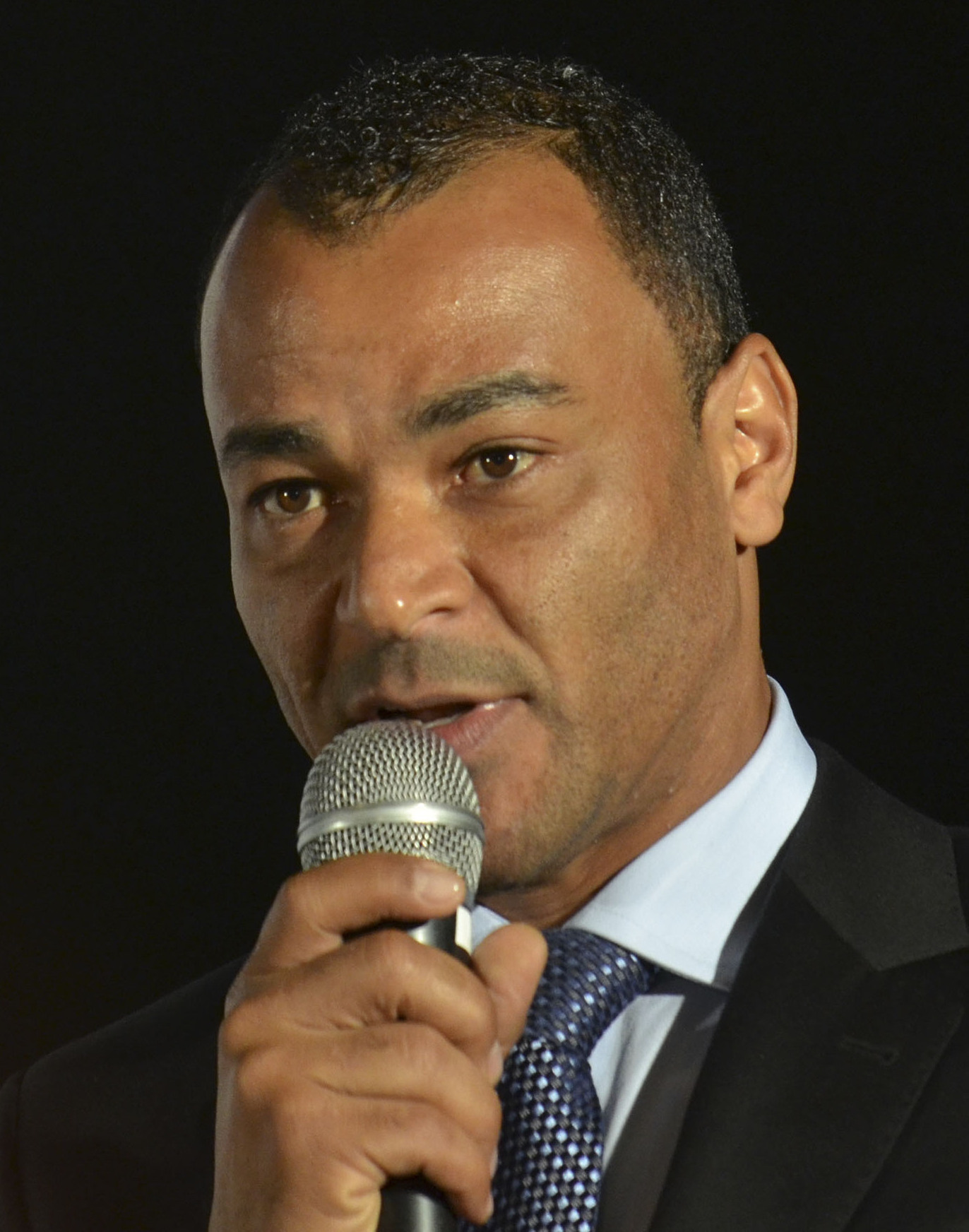
Cafu palestrando em 2013

Após pendurar as chuteiras, Cafu tornou-se palestrante e passou a abordar com sinceridade as suas experiências de vida e trabalho em equipe. Sua trajetória inspiradora no futebol envolve o público, com histórias sobre tomadas de decisões, lidar com a pressão e como superar momentos difíceis e enfrentar desafios.
O pentacampeão mundial teve uma dívida de IPTU com a prefeitura de Barueri, divulgada por falta de administração em uma casa localizada em Alphaville. Cafu relatou que foi apenas um erro operacional e descuido, pois enquanto era jogador possuía uma equipe que cuidava de seus assuntos pessoais. Em novembro de 2024, em nova atualização, Cafu regularizou essas pendências.

### Embaixador da Copa do Mundo de 2022
Em junho de 2019, Cafu foi nomeado embaixador da Copa do Mundo FIFA realizada no Catar, desempenhando um papel fundamental na promoção do evento e na conexão do torneio com torcedores do mundo inteiro. A escolha do ex-capitão da Seleção Brasileira, bicampeão mundial, foi estratégica para melhorar a imagem internacional do país sede, que anteriormente era visto com desconfiança por grande parte da opinião pública global devido a questões ligadas a direitos humanos, restrições culturais e autoritarismo político.

### Livro
O ex-jogador lançou "A Saga Cafu", sua biografia oficial, no dia 29 de março de 2022, no Catar, país sede da Copa do Mundo.

## Estatísticas
Aparições e gols por clube, temporada e competição
| Clube     | Temporada | Liga Nacional         | Liga Nacional | Liga Nacional | Liga Estadual e Regional | Liga Estadual e Regional | Copa Nacional[a] | Copa Nacional[a] | Supercopa Nacional | Supercopa Nacional | Competições Internacionais[b] | Competições Internacionais[b] | Outros Torneios[c] | Outros Torneios[c] | Total | Total |
| Clube     | Temporada | Divisão               | Jogos         | Gols          | Jogos                    | Gols                     | Jogos            | Gols             | Jogos              | Gols               | Jogos                         | Gols                          | Jogos              | Gols               | Jogos | Gols  |
| --------- | --------- | --------------------- | ------------- | ------------- | ------------------------ | ------------------------ | ---------------- | ---------------- | ------------------ | ------------------ | ----------------------------- | ----------------------------- | ------------------ | ------------------ | ----- | ----- |
| São Paulo | 1989      | Campeonato Brasileiro | 3             | 0             | 0                        | 0                        | 0                | 0                | 0                  | 0                  | 0                             | 0                             | 1                  | 0                  | 4     | 0     |
| São Paulo | 1990      | Campeonato Brasileiro | 19            | 1             | 21                       | 3                        | 4                | 0                | 0                  | 0                  | 0                             | 0                             | 1                  | 1                  | 45    | 5     |
| São Paulo | 1991      | Campeonato Brasileiro | 21            | 1             | 31                       | 3                        | 0                | 0                | 0                  | 0                  | 0                             | 0                             | 0                  | 0                  | 52    | 4     |
| São Paulo | 1992      | Campeonato Brasileiro | 21            | 1             | 22                       | 4                        | 0                | 0                | 0                  | 0                  | 16                            | 0                             | 0                  | 0                  | 59    | 5     |
| São Paulo | 1993      | Campeonato Brasileiro | 18            | 1             | 27                       | 14                       | 2                | 0                | 0                  | 0                  | 19                            | 3                             | 2                  | 1                  | 68    | 19    |
| São Paulo | 1994      | Campeonato Brasileiro | 16            | 3             | 17                       | 2                        | 0                | 0                | 0                  | 0                  | 12                            | 0                             | 0                  | 0                  | 45    | 5     |
| São Paulo | Total     | Total                 | 98            | 7             | 118                      | 26                       | 6                | 0                | 0                  | 0                  | 47                            | 3                             | 4                  | 2                  | 273   | 38    |
| Zaragoza  | 1994–95   | La Liga               | 16            | 0             | —                        | —                        | 0                | 0                | 0                  | 0                  | 1                             | 0                             | 0                  | 0                  | 17    | 0     |
| Zaragoza  | Total     | Total                 | 16            | 0             | —                        | —                        | 0                | 0                | 0                  | 0                  | 1                             | 0                             | 0                  | 0                  | 17    | 0     |
| Juventude | 1995      | Campeonato Brasileiro | 0             | 0             | 2                        | 0                        | 0                | 0                | 0                  | 0                  | 9                             | 0                             | 0                  | 0                  | 2     | 0     |
| Juventude | Total     | Total                 | 0             | 0             | 2                        | 0                        | 0                | 0                | 0                  | 0                  | 9                             | 0                             | 0                  | 0                  | 2     | 0     |
| Palmeiras | 1995      | Campeonato Brasileiro | 20            | 0             | 0                        | 0                        | 0                | 0                | 0                  | 0                  | 3                             | 2                             | 0                  | 0                  | 23    | 2     |
| Palmeiras | 1996      | Campeonato Brasileiro | 16            | 2             | 22                       | 2                        | 8                | 3                | 0                  | 0                  | 1                             | 0                             | 0                  | 0                  | 55    | 10    |
| Palmeiras | 1997      | Campeonato Brasileiro | 5             | 0             | 19                       | 4                        | 4                | 0                | 0                  | 0                  | 0                             | 0                             | 0                  | 0                  | 24    | 4     |
| Palmeiras | Total     | Total                 | 40            | 2             | 41                       | 6                        | 12               | 3                | 0                  | 0                  | 3                             | 2                             | 0                  | 0                  | 102   | 16    |
| Roma      | 1997–98   | Serie A               | 31            | 1             | —                        | —                        | 5                | 0                | 0                  | 0                  | 0                             | 0                             | 0                  | 0                  | 36    | 1     |
| Roma      | 1998–99   | Serie A               | 20            | 1             | —                        | —                        | 0                | 1                | 0                  | 0                  | 6                             | 0                             | 0                  | 0                  | 26    | 1     |
| Roma      | 1999–00   | Serie A               | 28            | 2             | —                        | —                        | 4                | 0                | 0                  | 0                  | 5                             | 0                             | 0                  | 0                  | 37    | 2     |
| Roma      | 2000–01   | Serie A               | 31            | 1             | —                        | —                        | 2                | 0                | 0                  | 0                  | 7                             | 0                             | 0                  | 0                  | 40    | 1     |
| Roma      | 2001–02   | Serie A               | 27            | 0             | —                        | —                        | 1                | 0                | 1                  | 0                  | 10                            | 2                             | 0                  | 0                  | 39    | 2     |
| Roma      | 2002–03   | Serie A               | 26            | 0             | —                        | —                        | 3                | 1                | 0                  | 0                  | 12                            | 0                             | 0                  | 0                  | 41    | 1     |
| Roma      | Total     | Total                 | 163           | 5             | —                        | —                        | 15               | 1                | 1                  | 0                  | 40                            | 2                             | 0                  | 0                  | 219   | 8     |
| Milan     | 2003–04   | Serie A               | 28            | 1             | —                        | —                        | 1                | 0                | 1                  | 0                  | 11                            | 0                             | 0                  | 0                  | 41    | 1     |
| Milan     | 2004–05   | Serie A               | 33            | 1             | —                        | —                        | 0                | 0                | 1                  | 0                  | 12                            | 0                             | 0                  | 0                  | 46    | 1     |
| Milan     | 2005–06   | Serie A               | 19            | 1             | —                        | —                        | 1                | 0                | 0                  | 0                  | 5                             | 0                             | 0                  | 0                  | 25    | 1     |
| Milan     | 2006–07   | Serie A               | 24            | 0             | —                        | —                        | 3                | 0                | 0                  | 0                  | 8                             | 0                             | 0                  | 0                  | 35    | 0     |
| Milan     | 2007–08   | Serie A               | 15            | 1             | —                        | —                        | 2                | 0                | 0                  | 0                  | 1                             | 0                             | 0                  | 0                  | 18    | 1     |
| Milan     | Total     | Total                 | 119           | 4             | —                        | —                        | 7                | 0                | 2                  | 0                  | 37                            | 0                             | 0                  | 0                  | 165   | 4     |
| Total     | Total     | Total                 | 436           | 18            | 161                      | 32                       | 40               | 4                | 3                  | 0                  | 128                           | 7                             | 4                  | 2                  | 772   | 63    |

- a. ^  Jogos da Copa do Brasil, Copa do Rei e Copa da Itália
- b. ^  Jogos da Copa Libertadores da América, Recopa Sul-Americana, Copa Intercontinental, Supercopa Sul-Americana e Liga dos Campeões da UEFA, Liga Europa da UEFA e Supercopa da UEFA
- c. ^  Jogos amistosos

### Seleção Brasileira
| Ano                | Jogos | Gols |
| ------------------ | ----- | ---- |
| 1990               | 3     | 0    |
| 1991               | 9     | 0    |
| 1992               | 2     | 0    |
| 1993               | 12    | 0    |
| 1994               | 7     | 1    |
| 1995               | 5     | 0    |
| 1996               | 3     | 0    |
| 1997               | 20    | 0    |
| 1998               | 12    | 2    |
| 1999               | 12    | 1    |
| 2000               | 10    | 1    |
| 2001               | 6     | 0    |
| 2002               | 12    | 0    |
| 2003               | 7     | 0    |
| 2004               | 9     | 0    |
| 2005               | 8     | 0    |
| 2006               | 5     | 0    |
| Jogos não oficiais | 7     | 0    |
| Total              | 149   | 5    |

Gols marcados pela Seleção Brasileira
| Nº | Data                  | Estádio                                                | Oponente      | Gols | Resultado | Competição |
| -- | --------------------- | ------------------------------------------------------ | ------------- | ---- | --------- | ---------- |
| 1  | 8 de junho de 1994    | Jack Murphy Stadium, San Diego, Estados Unidos         | Honduras      | 6–2  | 8–2       | Amistoso   |
| 2  | 3 de junho de 1998    | Stade de France, Saint-Ouen, França                    | Andorra       | 3–0  | 3–0       | Amistoso   |
| 3  | 14 de outubro de 1998 | Robert F. K. Stadium, Washington, D.C., Estados Unidos | Equador       | 3–1  | 5–1       | Amistoso   |
| 4  | 9 de outubro de 1999  | Johan Cruijff Arena, Amesterdã, Países Baixos          | Holanda       | 2–2  | 2–2       | Amistoso   |
| 5  | 23 de maio de 2000    | Millennium Stadium, Cardiff, País de Gales             | País de Gales | 2–0  | 3–0       | Amistoso   |

## Títulos
São Paulo
- Campeonato Paulista: 1991[26] e 1992[27]
- Campeonato Brasileiro: 1991
- Copa Libertadores da América: 1992 e 1993
- Copa Intercontinental: 1992 e 1993
- Recopa Sul-Americana: 1993 e 1994
- Supercopa Libertadores: 1993

Zaragoza
- Recopa Europeia: 1994–95

Palmeiras
- Campeonato Paulista: 1996

Roma
- Serie A: 2000–01

Milan
- Supercopa da UEFA: 2003 e 2007
- Serie A: 2003–04
- Supercopa da Itália: 2004
- Liga dos Campeões da UEFA: 2006–07
- Copa do Mundo de Clubes da FIFA: 2007

Seleção Brasileira
- Copa do Mundo FIFA: 1994 e 2002
- Copa das Confederações FIFA: 1997
- Copa América: 1997 e 1999

### Prêmios individuais
- Bola de Prata (Placar): 1992 e 1993
- Seleção do Campeonato Brasileiro (Placar): 1992 e 1993
- Jogador Sul-Americano do Ano (El País): 1994
- Melhor lateral-direito das Américas (El País): 1992, 1993, 1994 e 1995
- Seleção das Américas (El País): 1992, 1993, 1994 e 1995
- Melhor lateral-direito da Europa (UEFA): 2004 e 2005
- Seleção da Europa (UEFA): 2004 e 2005
- Melhor lateral-direito do Mundo (FIFA): 2005
- Seleção do Mundo (FIFA): 2005
- Bola de Ouro Dream Team: Melhor lateral-direito da História
- ALL TIME WORLD MEN'S DREAM TEAM (IFFHS)[28]
- Seleção Brasileira de Todos os Tempos (IFFHS): 2021[29]

### Condecorações
- Oficial suplementar da Ordem de Rio Branco (Luiz Inácio Lula da Silva; mérito desportivo): 2006[30]
- Grã-Cruz da Ordem do Ipiranga (Geraldo Alckmin): 2017[31]